# Chapelle Saint-Maudez de Lanvellec
La chapelle Saint-Maudez est un édifice situé à Lanvellec, en France.

## Localisation
La chapelle est située sur le territoire de la commune de Lanvellec, dans le département  des Côtes-d'Armor, en région Bretagne.

## Description
La chapelle est un édifice du XVIe siècle, elle comprend une nef avec une chapelle latérale au sud. La porte principale sous clocher pignon, à voussures avec arc en accolade soutenant des fleurons en croix, est prise entre des pinacles encastrés. Celle du sud, bâtie sur le même principe, présente d'importants crochets. L'intérieur, sous voûtes de bois, présente deux autels en pierre près d'une piscine du XVIe siècle décorée d'accolades et de fleurons. L'intrados de l'une se divise en trois lobes.

## Historique
La chapelle est inscrite au titre des monuments historiques par arrêté du 4 mars 1964.

## Galerie

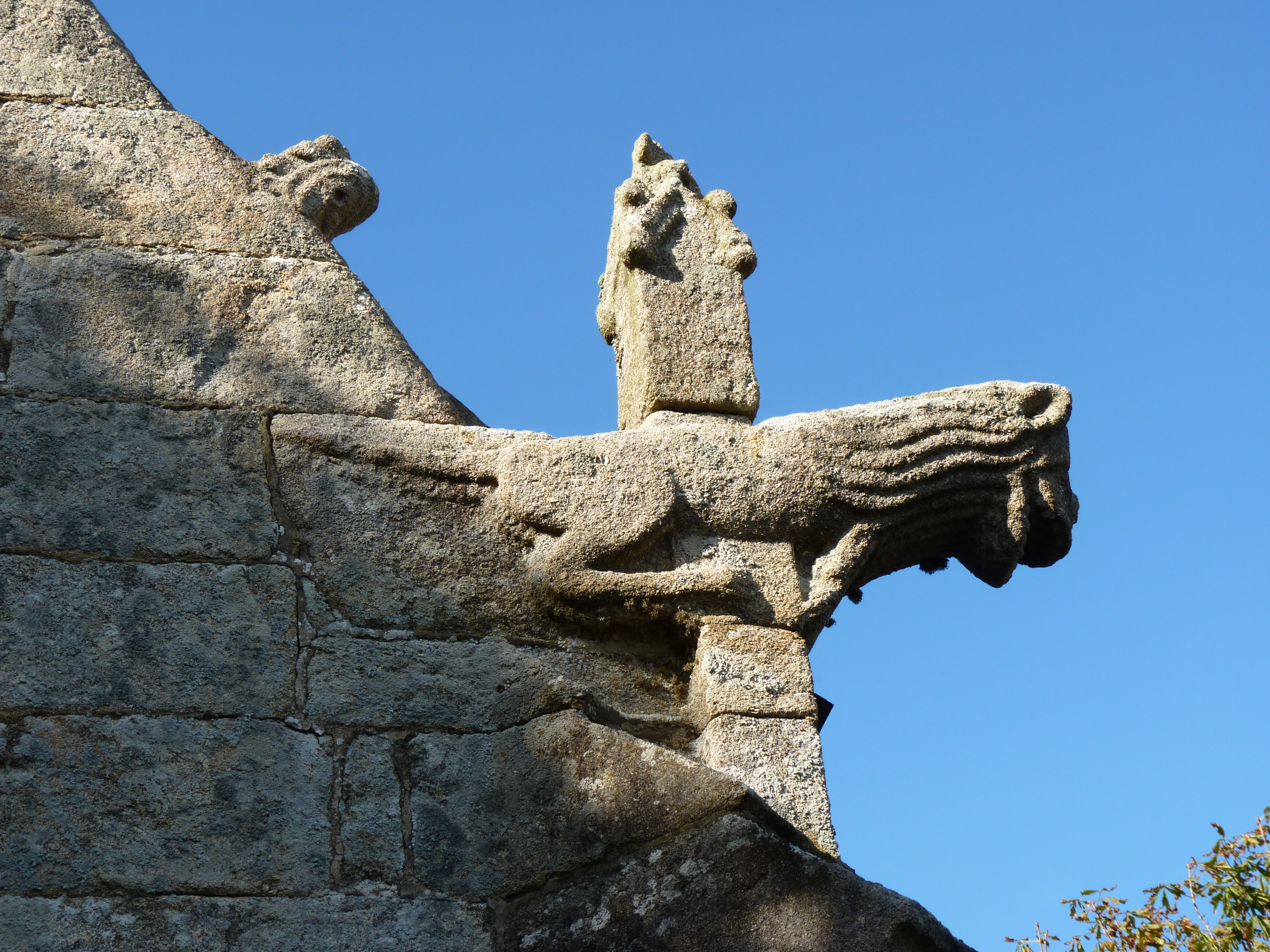